# Liste der denkmalgeschützten Objekte in Zwettl-Niederösterreich
Die Liste der denkmalgeschützten Objekte in Zwettl-Niederösterreich enthält die 127 denkmalgeschützten, unbeweglichen Objekte der Gemeinde Zwettl im niederösterreichischen Bezirk Zwettl.

## Denkmäler
| Foto |                 | Denkmal                                                                                                 | Standort                                                  | Beschreibung | Metadaten |
| ---- | --------------- | --- | --------------------------------------------------------- | --- | --- |
| ja   | Datei hochladen | Ortskapelle hl. Hyppolyt HERIS-ID: 49466 Objekt-ID: 53194                                               | gegenüber Annatsberg 9 Standort KG: Annatsberg            | Die schlichte Kapelle mit Rundapsis, 1900 erbaut, ist dem hl. Hippolyt geweiht. Sie hat einen Dachreiter mit Spitzhelm und ist innen flach gedeckt. Die Glocke wurde bereits 1886 erworben und war vor der Errichtung der Kapelle an einem Holzschragen im Dorf angebracht. | BDA-Hist.: Q38034001 Status: § 2a Stand der BDA-Liste: 2025-06-30 Name: Ortskapelle hl. Hyppolyt GstNr.: .20 |
| ja   | Datei hochladen | Ortskapelle Bösenneunzen HERIS-ID: 49587 Objekt-ID: 53467                                               | neben Bösenneunzen 9 Standort KG: Bösenneunzehn           | Die schlichte Ortskapelle am Anger von Bösenneunzen, erbaut um 1800, hat einen eingezogenen Rundschluss, Korbbogenfenster, einen geschweiften Blendgiebel und einen Dachreiter mit Zwiebelhelm. In Nischen der durch Faschen gegliederten Giebelwand stehen Figuren der hll. Sebastian und Florian aus dem 19. Jahrhundert. Außerdem gehören zum Inventar: Maria Immaculata mit Kind (Anfang 19. Jahrhundert); Erzengel Michael (Anfang 18. Jahrhundert); hl. Antonius (1. Hälfte 19. Jahrhundert); Lourdesmadonna, bezeichnet mit „Josef Rifesser“ (Anfang 20. Jahrhundert). | BDA-Hist.: Q38034794 Status: § 2a Stand der BDA-Liste: 2025-06-30 Name: Ortskapelle Bösenneunzen GstNr.: .13 |
| ja   | Datei hochladen | Landwirtschaftliche Fachschule/Gutshof Edelhof HERIS-ID: 61031 Objekt-ID: 73431                         | Edelhof 1 Standort KG: Edelhof                            | Der Edelhof ist ein ehemaliger Gutshof, der vom 12. Jahrhundert bis 1787 im Besitz des Stiftes Zwettl war und 1688 bis 1690 nach einem Brand neu aufgebaut wurde. Seit 1873 beherbergt er eine Landwirtschaftliche Fachschule. | BDA-Hist.: Q1494761 Status: § 2a Stand der BDA-Liste: 2025-06-30 Name: Landwirtschaftliche Fachschule/Gutshof Edelhof GstNr.: 25 |
| ja   | Datei hochladen | Flur-/Wegkapelle HERIS-ID: 63375 Objekt-ID: 76015                                                       | Standort KG: Eschabruck                                   | Die nachbarocke, wahrscheinlich in der ersten Hälfte des 19. Jahrhunderts errichtete Wegkapelle am östlichen Ortsende hat eine Putzgliederung und einen geschwungenen Giebel. | BDA-Hist.: Q38103058 Status: § 2a Stand der BDA-Liste: 2025-06-30 Name: Flur-/Wegkapelle GstNr.: 1579/3 |
| ja   | Datei hochladen | Pfarrhof HERIS-ID: 49693 Objekt-ID: 53697                                                               | Friedersbach 1 Standort KG: Friedersbach                  | Der Pfarrhof stammt im Kern aus dem Mittelalter. Die beiden zweigeschoßigen Trakte liegen einander gegenüber und sind durch eine Renaissance-Tormauer miteinander verbunden. | BDA-Hist.: Q63986399 Status: § 2a Stand der BDA-Liste: 2025-06-30 Name: Pfarrhof GstNr.: .4 |
| ja   | Datei hochladen | Kath. Pfarrkirche hl. Lorenz und Friedhof HERIS-ID: 49694 Objekt-ID: 53698                              | Friedersbach 1 Standort KG: Friedersbach                  | Die ursprünglich romanische, 1159 urkundlich erwähnte, gotisch veränderte Saalkirche ist umgeben von einem Friedhof mit Karner und einer ehemaligen Wehrmauer aus Bruchstein. | BDA-Hist.: Q2320309 Status: § 2a Stand der BDA-Liste: 2025-06-30 Name: Kath. Pfarrkirche hl. Lorenz und Friedhof GstNr.: .3, 2226 Pfarrkirche Friedersbach |
| ja   | Datei hochladen | Pranger HERIS-ID: 63837 Objekt-ID: 76526                                                                | bei Friedersbach 52 Standort KG: Friedersbach             | Der Pranger an der östlichen Querstraße des Angers – ein quadratischer Pfeiler mit pyramidenförmigem Abschluss und Kugelbekrönung – trägt die Bezeichnung „1868“ und ist eine Kopie eines älteren Prangers aus dem Jahr 1608. | BDA-Hist.: Q38104406 Status: § 2a Stand der BDA-Liste: 2025-06-30 Name: Pranger GstNr.: 5025/19 |
| ja   | Datei hochladen | Ruine Lichtenfels HERIS-ID: 33864 Objekt-ID: 31642                                                      | östlich Friedersbach 69 Standort KG: Friedersbach         | Diese ehemalige Höhenburg der Kuenringer wurde um 1150 auf dem Felskopf eines Berghangs erbaut, der durch die Inbetriebnahme des Ottensteiner Stausees im Jahre 1957 zu einer Halbinsel wurde. | BDA-Hist.: Q1012934 Status: Bescheid Stand der BDA-Liste: 2025-06-30 Name: Ruine Lichtenfels GstNr.: .75 Ruine Lichtenfels |
| ja   | Datei hochladen | Karner HERIS-ID: 63826 Objekt-ID: 76515                                                                 | gegenüber Friedersbach 73 Standort KG: Friedersbach       | Der um 1350 errichtete gotische Rundbau mit Halbkreisapsis hat ein spitzes, gemauertes Kegeldach, das mit einem Kranz dreieckiger Zinnen besetzt ist. | BDA-Hist.: Q63986400 Status: § 2a Stand der BDA-Liste: 2025-06-30 Name: Karner GstNr.: 2226 Karner Friedersbach |
| ja   | Datei hochladen | Wohnhaus HERIS-ID: 33863 Objekt-ID: 31641                                                               | Friedersbach 81 Standort KG: Friedersbach                 | Die Fassade dieses Wohnhauses wurde 1847 gestaltet und verfügt über vegetabile Dekormalereien und eine Blendbogengliederung. | BDA-Hist.: Q37954614 Status: Bescheid Stand der BDA-Liste: 2025-06-30 Name: Wohnhaus GstNr.: 2384 |
| ja   | Datei hochladen | Johannes-Nepomuk-Kapelle HERIS-ID: 63832 Objekt-ID: 76521                                               | gegenüber Friedersbach 99 Standort KG: Friedersbach       | Die 1855 im Ort errichtete, lisenengegliederte Kapelle mit Spitzgiebel hat im Inneren einer barocken Steinfigur des Johannes Nepomuk aus der ersten Hälfte des 18. Jahrhunderts. | BDA-Hist.: Q38104398 Status: § 2a Stand der BDA-Liste: 2025-06-30 Name: Johannes Nepomuk-Kapelle GstNr.: .93 |
| ja   | Datei hochladen | Ortskapelle Gerlas HERIS-ID: 49728 Objekt-ID: 53795                                                     | gegenüber Gerlas 3 Standort KG: Gerlas                    | Die Ortskapelle von Gerlas ist ein schlichter Bau mit Rundschluss und einem Dachreiter mit Spitzhelm. Sie ist am Portal mit „1866“ bezeichnet. Auf dem Altar aus der zweiten Hälfte des 19. Jahrhunderts befindet sich eine Figur sitzender hl. Ulrich aus der ersten Hälfte des 15. Jahrhunderts, die aus einer Ende des 18. Jahrhunderts abgetragenen Burgkapelle hierher übertragen wurde. Zur weiteren Ausstattung zählen Figuren der hll. Josef und Antonius vom Anfang des 19. Jahrhunderts. | BDA-Hist.: Q38035725 Status: § 2a Stand der BDA-Liste: 2025-06-30 Name: Ortskapelle Gerlas GstNr.: .10 |
| ja   | Datei hochladen | Bildstock HERIS-ID: 63844 Objekt-ID: 76533                                                              | Standort KG: Germanns                                     | Am nördlichen Ortsausgang steht ein Breitpfeiler aus Bruchstein, der auf das 19. Jahrhundert datiert wird. | BDA-Hist.: Q38104415 Status: § 2a Stand der BDA-Liste: 2025-06-30 Name: Bildstock GstNr.: 702/2 |
| ja   | Datei hochladen | Ortskapelle Gerotten HERIS-ID: 49732 Objekt-ID: 53804                                                   | bei Gerotten 12 Standort KG: Gerotten                     | Die Ortskapelle an der Querstraße des Angers von Gerotten ist ein 1816 errichteter, 1855 renovierter, schlichter und flachgedeckter Bau mit rundem Schluss und einem Dachreiter mit Zwiebelhelm. Zur Ausstattung zählen ein barockes Kruzifix aus dem 18. Jahrhundert und eine barocke Rosenkranzmadonna vom Ende des 18./Anfang des 19. Jahrhunderts. | BDA-Hist.: Q38035741 Status: § 2a Stand der BDA-Liste: 2025-06-30 Name: Ortskapelle Gerotten GstNr.: .10 Ortskapelle Gerotten |
| ja   | Datei hochladen | Ortskapelle Gradnitz HERIS-ID: 63845 Objekt-ID: 76534                                                   | neben Gradnitz 24 Standort KG: Gradnitz                   | Die Ortskapelle am nördlichen Angerrand von Gradnitz ist ein schlichter, rechteckiger Bau von 1726 mit rundem Schluss. Über einer Vorhalle erhebt sich ein Turm von 1908 mit Spitzgiebel und Spitzhelm. Der Innenraum ist flachgedeckt, die Apsis verfügt über ein Spitzkappengewölbe. Der frühbarocke Altar aus der Zeit um 1860 hat einen Aufbau mit gesprengtem Giebel und seitlichem Knorpelwerk sowie eine Schnitzgruppe Gnadenstuhl hinter rechteckigem Rahmen. Zur Ausstattung zählen gotische Figuren der hll. Florian und Leonhard, eine barocke Figur Maria mit Kind aus dem 18. Jahrhundert, ein barockes Kruzifix vom Ende des 17. Jahrhunderts (?) und barocke Figuren der hll. Joachim und Anna aus der Mitte des 18. Jahrhunderts. | BDA-Hist.: Q38104423 Status: § 2a Stand der BDA-Liste: 2025-06-30 Name: Ortskapelle Gradnitz GstNr.: .16 |
| ja   | Datei hochladen | Pfarrhof HERIS-ID: 49799 Objekt-ID: 53953                                                               | Großglobnitz 1 Standort KG: Großglobnitz                  | Der Pfarrhof ist ein zweigeschoßiger Bau des 18. Jahrhunderts. | BDA-Hist.: Q64512980 Status: § 2a Stand der BDA-Liste: 2025-06-30 Name: Pfarrhof GstNr.: .1/1 |
| ja   | Datei hochladen | Karner HERIS-ID: 59432 Objekt-ID: 70720                                                                 | neben Großglobnitz 1 Standort KG: Großglobnitz            | Der im 14. Jahrhundert errichtete, zweigeschoßige Karner hat ein Kegeldach und einen Ostchor. | BDA-Hist.: Q64512981 Status: § 2a Stand der BDA-Liste: 2025-06-30 Name: Karner GstNr.: 95 Karner Großglobnitz |
| ja   | Datei hochladen | Schüttkasten HERIS-ID: 63847 Objekt-ID: 76536                                                           | Großglobnitz 1 Standort KG: Großglobnitz                  | Dieser barocke Schüttkasten befindet sich südlich des Pfarrhofs. | BDA-Hist.: Q38104432 Status: § 2a Stand der BDA-Liste: 2025-06-30 Name: Schüttkasten GstNr.: .1/2 |
| ja   | Datei hochladen | Johannes-Nepomuk-Kapelle HERIS-ID: 63848 Objekt-ID: 76537                                               | vor Großglobnitz 36 Standort KG: Großglobnitz             | Die 1959 wiedererrichtete Nepomuk-Kapelle an der Brücke im Ort verfügt über eine polychromierte Steinfigur aus der Mitte des 18. Jahrhunderts. | BDA-Hist.: Q38104440 Status: § 2a Stand der BDA-Liste: 2025-06-30 Name: Johannes Nepomuk-Kapelle GstNr.: 1872/19 |
| ja   | Datei hochladen | Kath. Pfarrkirche hl. Pankratius und Friedhof HERIS-ID: 49800 Objekt-ID: 53954                          | neben Großglobnitz 76 Standort KG: Großglobnitz           | Die romanische Chorturmkirche mit barocken Erweiterungen ist von einem Friedhof umgeben. | BDA-Hist.: Q2322293 Status: § 2a Stand der BDA-Liste: 2025-06-30 Name: Kath. Pfarrkirche hl. Pankratius und Friedhof GstNr.: .2, 95 Pfarrkirche Großglobnitz |
| ja   | Datei hochladen | Ortskapelle Großhaslau HERIS-ID: 49806 Objekt-ID: 53964                                                 | bei Großhaslau 2 Standort KG: Großhaslau                  | Die Ortskapelle am Anger von Großhaslau ist ein schlichter neugotischer Bau aus dem ersten Viertel des 20. Jahrhunderts mit eingezogenem polygonalem Schluss und achtseitigem Dachreiter mit Spitzhelm. Der Innenraum hat ein Kreuzrippengewölbe und einen spitzbogigen Triumphbogen. Das neugotische Altärchen ist mit einem Altarblatt Krönung Mariens aus der Zeit um 1900 ausgestattet. Zur weiteren Einrichtung zählen eine spätgotische Madonna (um 1460), Figuren der hll. Florian und Leonhard (1. Hälfte 19. Jahrhundert) und ein Kreuzigungsbild von Franz Maierhofer aus dem Jahr 1875. | BDA-Hist.: Q38036212 Status: § 2a Stand der BDA-Liste: 2025-06-30 Name: Ortskapelle Großhaslau GstNr.: .30 Ortskapelle Großhaslau |
| ja   | Datei hochladen | Ortskapelle Guttenbrunn HERIS-ID: 49838 Objekt-ID: 54048                                                | neben Guttenbrunn 24 Standort KG: Guttenbrunn             | Die Ortskapelle von Guttenbrunn ist ein mit 1863 bezeichneter, schlichter neugotischer Bau mit Rundschluss und Dachreiter. Die Deckenmalereien im Inneren sind ein Werk von Hans Müller aus dem Jahr 1938. Der Spätbiedermeieraltar hat ein Altarblatt hl. Familie aus dem dritten Viertel des 19. Jahrhunderts und Figuren der hll. Florian (Ende 15. Jahrhundert) und Leonhard (vermutlich Anfang 18. Jahrhundert). Zur weiteren Ausstattung zählt ein Christus an der Geißelsäule aus der zweiten Hälfte des 17. Jahrhunderts. | BDA-Hist.: Q38036431 Status: § 2a Stand der BDA-Liste: 2025-06-30 Name: Ortskapelle Guttenbrunn GstNr.: .19 |
| ja   | Datei hochladen | Ortskapelle Hörmanns HERIS-ID: 49952 Objekt-ID: 54331                                                   | neben Hörmanns 2 Standort KG: Hörmanns                    | Die Ortskapelle von Hörmanns ist eine 1856 erbaute, schlichte Kapelle mit dreiseitigem Schluss. Sie hat einen Dachreiter mit Zwiebelhelm über geschwungenem Giebel. Der Innenraum ist platzlgewölbt. Sie verfügt über einen nachbarocken Altar von Wolfgang Pscheidt aus dem Jahr 1856, ein Altarbild Marienkrönung von Josef Hütl (1857), Seitenfiguren der hll. Petrus und Paulus sowie über zwei spätgotische Bischofsfiguren (vermutlich 15. Jahrhundert). | BDA-Hist.: Q38037114 Status: § 2a Stand der BDA-Liste: 2025-06-30 Name: Ortskapelle Hörmanns GstNr.: .18/6 |
| ja   | Datei hochladen | Kath. Pfarrkirche hl. Antonius von Padua HERIS-ID: 49965 Objekt-ID: 54361                               | neben Jagenbach 16 Standort KG: Jagenbach                 | Die einfache Landkirche aus der ersten Hälfte des 18. Jahrhunderts wurde 1746 als Kapelle urkundlich erwähnt um 1880 erweitert. | BDA-Hist.: Q2317345 Status: § 2a Stand der BDA-Liste: 2025-06-30 Name: Kath. Pfarrkirche hl. Antonius von Padua GstNr.: .13 Pfarrkirche Jagenbach |
| ja   | Datei hochladen | Bildstock HERIS-ID: 63860 Objekt-ID: 76549                                                              | Standort KG: Jagenbach                                    | Westlich von Jagenbach, an der Bezirksgrenze zu Gmünd, steht ein Tabernakelpfeiler mit Kreuzaufsatz aus dem Jahr 1733. In der rundbogenförmigen Nische befindet sich eine auf Blech gemalte Darstellung Maria mit dem Kinde. | BDA-Hist.: Q38104491 Status: § 2a Stand der BDA-Liste: 2025-06-30 Name: Bildstock GstNr.: 4041/1 Tabernakelbildstock Jagenbach |
| ja   | Datei hochladen | Kath. Pfarrkirche hl. Michael und Friedhof HERIS-ID: 49966 Objekt-ID: 54362                             | neben Jahrings 1 Standort KG: Jahrings                    | Die 1784 wahrscheinlich auf älteren Fundamenten erbaute Saalkirche wurde 1873 verlängert und erhielt 1874 ihren Turm. | BDA-Hist.: Q2321612 Status: § 2a Stand der BDA-Liste: 2025-06-30 Name: Kath. Pfarrkirche hl. Michael und Friedhof GstNr.: .18, 977 Pfarrkirche Jahrings |
| ja   | Datei hochladen | Ortskapelle Kleinotten HERIS-ID: 50023 Objekt-ID: 54492                                                 | gegenüber Kleinotten 20 Standort KG: Kleinotten           | Die Ortskapelle von Kleinotten ist ein mit 1858 bezeichneter Rechteckbau mit dreiseitigem Schluss und einem Dachreiter mit Spitzgiebel und Zwiebelhelm. Der Innenraum ist platzlgewölbt. Das Altarbild ist mit „Mayerhofer 1858“ bezeichnet. | BDA-Hist.: Q38037623 Status: § 2a Stand der BDA-Liste: 2025-06-30 Name: Ortskapelle Kleinotten GstNr.: .30 |
| ja   | Datei hochladen | Anlage Propstei Zwettl HERIS-ID: 111006 Objekt-ID: 128769                                               | Propstei 1 Standort KG: Koppenzeil                        | Die ehemalige Propsteianlage geht vermutlich auf eine Kuenringergründung des 11. oder 12. Jahrhunderts zurück. | BDA-Hist.: Q2113133 Status: Bescheid Stand der BDA-Liste: 2025-06-30 Name: Anlage Propstei Zwettl GstNr.: .1/1, .2, 56, .1/2 Propstei Zwettl |
| ja   | Datei hochladen | Pfarrhof HERIS-ID: 50183 Objekt-ID: 54899                                                               | Marbach am Walde 1 Standort KG: Marbach am Walde          | Der schlichte Pfarrhof des 17. Jahrhunderts wurde 1775 aufgestockt. | BDA-Hist.: Q38038643 Status: § 2a Stand der BDA-Liste: 2025-06-30 Name: Pfarrhof GstNr.: .11/1 |
| ja   | Datei hochladen | Kath. Pfarrkirche hl. Jakobus der Ältere und Friedhof HERIS-ID: 50182 Objekt-ID: 54898                  | neben Marbach am Walde 10 Standort KG: Marbach am Walde   | Die Ende 13./Anfang 14. Jahrhunderts errichtete, gotische Kirche mit spätgotischem Chor und Südturm wurde 1726 barockisiert. | BDA-Hist.: Q2318989 Status: § 2a Stand der BDA-Liste: 2025-06-30 Name: Kath. Pfarrkirche hl. Jakobus der Ältere und Friedhof GstNr.: .18, 58 |
| ja   | Datei hochladen | Friedhofskapelle hl. Anna HERIS-ID: 59384 Objekt-ID: 70643                                              | neben Marbach am Walde 10 Standort KG: Marbach am Walde   | Die im 12. Jahrhundert erbaute romanische Kapelle mit eingezogenem Rechteckchor wurde 1932 renoviert und 1935 als Kriegerkapelle geweiht. Heute dient sie als Aufbahrungshalle. | BDA-Hist.: Q41729671 Status: § 2a Stand der BDA-Liste: 2025-06-30 Name: Friedhofskapelle hl. Anna GstNr.: 58 |
| ja   | Datei hochladen | Steinpyramide HERIS-ID: 63963 Objekt-ID: 76654                                                          | Standort KG: Marbach am Walde                             | Westlich von Marbach am Walde befindet sich ein pyramidenartiger Steinhügel mit drei Aufgängen, 4 m Höhe und 7,2 m Durchmesser an der Spitze. | BDA-Hist.: Q38104875 Status: § 2a Stand der BDA-Liste: 2025-06-30 Name: Steinpyramide GstNr.: .11/3 |
| ja   | Datei hochladen | Johannes-Nepomuk-Kapelle HERIS-ID: 63882 Objekt-ID: 76571                                               | Standort KG: Marbach am Walde                             | Diese Feldkapelle im Osten des Ortes hat einen geschwungenen Giebel, einen runden Schluss und ein Flachbogenportal. In ihrem Inneren befindet sich eine Sandsteinfigur des hl. Johannes Nepomuk aus der zweiten Hälfte des 18. Jahrhunderts. | BDA-Hist.: Q38104536 Status: § 2a Stand der BDA-Liste: 2025-06-30 Name: Johannes Nepomuk-Kapelle GstNr.: 2107 |
| ja   | Datei hochladen | Ortskapelle Mariae Empfängnis HERIS-ID: 63884 Objekt-ID: 76573                                          | neben Mayerhöfen 14 Standort KG: Mayerhöfen               | Die 1856 geweihte, schlichte Kapelle mit dreiseitigem Schluss wird von einem Dachreiter mit einem Zwiebelhelm über einem Schweifgiebel bekrönt. | BDA-Hist.: Q38104551 Status: § 2a Stand der BDA-Liste: 2025-06-30 Name: Ortskapelle Mariae Empfängnis GstNr.: .13 |
| ja   | Datei hochladen | Ortskapelle Merzenstein HERIS-ID: 50230 Objekt-ID: 54996                                                | gegenüber Merzenstein 7 Standort KG: Merzenstein          | Die Ortskapelle auf einem Hügel über Merzenstein ist ein schlichter Bau des 19. Jahrhunderts mit halbrundem Schluss und einem Dachreiter mit Zwiebelhelm. Der flachgedeckte Innenraum hat in der Apsis ein Kappengewölbe zwischen Bändern und ist mit einer spätbarocken Figur des hl. Florian vom Ende des 18. Jahrhunderts ausgestattet. | BDA-Hist.: Q38038838 Status: § 2a Stand der BDA-Liste: 2025-06-30 Name: Ortskapelle Merzenstein GstNr.: 65/2 |
| ja   | Datei hochladen | Ortskapelle Mitterreith HERIS-ID: 50237 Objekt-ID: 55024                                                | gegenüber Mitterreith 9 Standort KG: Mitterreith          | Die Ortskapelle von Mitterreith ist ein schlichter Bau aus dem Jahr 1812 mit Dachreiter und einer Rundapsis, an der zwei Strebepfeiler zu sehen sind. Über der Türe befindet sich eine Nische mit einer Figur der hl. Katharina. Das hölzerne Vordach der Kapelle wurde um 1900 gebaut. Der innen flachgedeckte Bau beherbergt eine gotische Figur Maria mit Kind aus dem ersten Viertel des 15. Jahrhunderts, eine spätbarocke Figur des hl. Leonhard (Anfang 16. Jahrhundert) sowie ein barockes Kruzifix, das vermutlich um 1700 angefertigt wurde. | BDA-Hist.: Q38038874 Status: § 2a Stand der BDA-Liste: 2025-06-30 Name: Ortskapelle Mitterreith GstNr.: .29 |
| ja   | Datei hochladen | Ehem. Freihof/Herrenhaus HERIS-ID: 45838 Objekt-ID: 47300                                               | Moidrams 28 Standort KG: Moidrams                         | Das ehemalige Herrenhaus wurde 1310/1311 in der Bärenhaut erstmals erwähnt und 1991–1996 renoviert. | BDA-Hist.: Q38017811 Status: Bescheid Stand der BDA-Liste: 2025-06-30 Name: Ehem. Freihof/ Herrenhaus GstNr.: .7 |
| ja   | Datei hochladen | Figurenbildstock Gnadenstuhl HERIS-ID: 63887 Objekt-ID: 76576                                           | Standort KG: Moidrams                                     | Am Ortseingang befindet sich ein in der Mitte des 18. Jahrhunderts errichteter, spätbarocker Gnadenstuhl auf neuerem Sockel. | BDA-Hist.: Q38104561 Status: § 2a Stand der BDA-Liste: 2025-06-30 Name: Figurenbildstock Gnadenstuhl GstNr.: 1177/1 |
| ja   | Datei hochladen | Ortskapelle Negers HERIS-ID: 63889 Objekt-ID: 76578                                                     | neben Negers 4 Standort KG: Negers                        | Die 1847 erbaute und mit „1858“ bezeichnete, schlichte Ortskapelle von Negers hat eine Rundapsis und einen Zwiebelhelm. Zur Ausstattung zählen eine Figur Maria mit Kind, vermutlich aus dem 16./17. Jahrhundert, eine Figur Anna mit Kind (17. Jahrhundert), eine Pietà mit zwei Putten (1. Hälfte 18. Jahrhundert) sowie ein 1847 gespendetes Ölbild Vera Ikon – die Kopie eines vermutlich im 16. Jahrhundert gemalten Originals. | BDA-Hist.: Q38104570 Status: § 2a Stand der BDA-Liste: 2025-06-30 Name: Ortskapelle Negers GstNr.: .4 |
| ja   | Datei hochladen | Ortskapelle Niederglobnitz HERIS-ID: 50311 Objekt-ID: 55149                                             | neben Niederglobnitz 21 Standort KG: Niederglobnitz       | Die schlichte Kapelle von 1836 hat einen rechteckigen Grundriss und einen fünfseitigen Abschluss, einen Dachreiter mit Zwiebelhelm über Knickgiebel und eine Figurennische mit einer nachbarocken Figur des hl. Leonhard. Der Innenraum ist platzlgewölbt und verfügt über ein dreiteiliges Abschlussgewölbe. Am Alter befindet sich ein Marienbild (19. Jahrhundert). Zur weiteren Ausstattung zählen Figuren der hll. Johannes Nepomuk und Florian aus der ersten Hälfte des 19. Jahrhunderts. | BDA-Hist.: Q38039310 Status: § 2a Stand der BDA-Liste: 2025-06-30 Name: Ortskapelle Niederglobnitz GstNr.: .22 |
| ja   | Datei hochladen | Gasthaus „Zum goldenen Stern“ HERIS-ID: 35362 Objekt-ID: 34117                                          | Allentsteiger Straße 1 Standort KG: Oberhof               | Diese mit 1590 bezeichnete, ehemalige Stiftstaverne wurde 1725 genannt als „Artners Gasthof“. Der zweigeschoßige, unregelmäßige, traufständiger Renaissancebau hat ein Schopfwalmdach und Dachgaupen. | BDA-Hist.: Q37963678 Status: Bescheid Stand der BDA-Liste: 2025-06-30 Name: Gasthaus „Zum goldenen Stern“ GstNr.: .11/1 Gasthaus Zum goldenen Stern, Zwettl |
| ja   | Datei hochladen | Hussitenkreuz HERIS-ID: 63577 Objekt-ID: 76248                                                          | bei Allentsteiger Straße 10 Standort KG: Oberhof          | Das sogenannte Hussitenkreuz ist ein vermutlich im 15. Jahrhundert errichtetes Scheibenkreuz. | BDA-Hist.: Q38103783 Status: § 2a Stand der BDA-Liste: 2025-06-30 Name: Hussitenkreuz GstNr.: 467/1 |
| ja   | Datei hochladen | Anlage Wohnobjekte der Bozener Siedlung HERIS-ID: 111005 Objekt-ID: 128768                              | Bozenerstraße 1 u. a. Standort KG: Oberhof                | Die Bozener Siedlung – fünf Doppelhäuser aus Holz – wurde 1938/39 im Heimatschutzstil errichtet. Die Kleinsiedlung diente als Unterkunft für Offiziere und Ausbildner der deutschen Wehrmacht. | BDA-Hist.: Q37821368 Status: Bescheid Stand der BDA-Liste: 2025-06-30 Name: Anlage Wohnobjekte der Bozener Siedlung GstNr.: .174, .182, .177, .178, .176, .183, .179, 591/7, 591/1, .173, 591/10, .180, 591/8, .181, 591/9, .175 |
| ja   | Datei hochladen | Köpplmühle, ehem. Stiftsmühle HERIS-ID: 35373 Objekt-ID: 34129                                          | Oberhof 1 Standort KG: Oberhof                            | Die Köppelmühle ist eine 1280 als Stiftsmühle erwähnte, nach Zerstörung durch die Hussiten wiederaufgebaute, zweigeschoßige, hufeisenförmige Mühle. 1578–1594 wurde sie im Stil der Renaissance umgebaut. | BDA-Hist.: Q37963829 Status: Bescheid Stand der BDA-Liste: 2025-06-30 Name: Köpplmühle, ehem. Stiftsmühle GstNr.: .46, 779 Köpplmühle, Oberhof |
| ja   | Datei hochladen | Figurenbildstock Gnadenstuhl HERIS-ID: 63895 Objekt-ID: 76584                                           | gegenüber Oberstrahlbach 53 Standort KG: Oberstrahlbach   | Diese barocke Dreifaltigkeitssäule – ein Gnadenstuhl auf rechteckigem Pfeiler – ist im Chronogramm mit „1713“ bezeichnet. Sie besteht aus Granit und wurde im Zuge einer Straßenerweiterung vom Neuwirtshaus an ihren heutigen Standort zwischen Kirche und Pfarrhof versetzt. | BDA-Hist.: Q38104597 Status: § 2a Stand der BDA-Liste: 2025-06-30 Name: Figurenbildstock Gnadenstuhl GstNr.: 4303 |
| ja   | Datei hochladen | Kath. Pfarrkirche Hl. Dreifaltigkeit HERIS-ID: 50344 Objekt-ID: 55219                                   | gegenüber Oberstrahlbach 53 Standort KG: Oberstrahlbach   | Die 1700–1706 erbaute, barocke Saalkirche hat einen Westturm von 1798 und ist mit Friedhof und Pfarrhof zu einer Einheit verbunden. | BDA-Hist.: Q1554194 Status: § 2a Stand der BDA-Liste: 2025-06-30 Name: Kath. Pfarrkirche Hl. Dreifaltigkeit GstNr.: .58 Pfarrkirche Oberstrahlbach |
| ja   | Datei hochladen | Pfarrhof Oberstrahlbach HERIS-ID: 50345 Objekt-ID: 55220                                                | Oberstrahlbach 66 Standort KG: Oberstrahlbach             | Der Pfarrhof gegenüber der Kirche von Oberstrahlbach ist ein um 1780/1790 errichteter Bau mit Westfassade im Plattenstil. Seine Umfassungsmauer hat unter geschweiftem Giebel ein Gehtürl. An der Westseite steht eine barocke Steinsäule. | BDA-Hist.: Q64512855 Status: § 2a Stand der BDA-Liste: 2025-06-30 Name: Pfarrhof GstNr.: .59 |
| ja   | Datei hochladen | Johannes-Nepomuk-Kapelle HERIS-ID: 63893 Objekt-ID: 76582                                               | Standort KG: Oberstrahlbach                               | Diese Wegkapelle mit rundem Blendgiebel wurde wahrscheinlich in der ersten Hälfte des 19. Jahrhunderts errichtet und verfügt über eine Holzfigur des hl. Johannes Nepomuk. | BDA-Hist.: Q38104579 Status: § 2a Stand der BDA-Liste: 2025-06-30 Name: Johannes Nepomuk-Kapelle GstNr.: 5315/2 Nepomukkapelle Oberstrahlbach |
| ja   | Datei hochladen | Bildstock hl. Veronika HERIS-ID: 63894 Objekt-ID: 76583                                                 | Standort KG: Oberstrahlbach                               | Diese Nische mit einer Figur der hl. Veronika mit Schweißtuch steht an der Westseite des Pfarrhofs. Sie entstand um 1670 und wurde 1955 restauriert. | BDA-Hist.: Q38104588 Status: § 2a Stand der BDA-Liste: 2025-06-30 Name: Bildstock hl. Veronika GstNr.: 4226 |
| ja   | Datei hochladen | Ortskapelle Pötzles HERIS-ID: 34804 Objekt-ID: 33201                                                    | Standort KG: Pötzles                                      | Die Ortskapelle von Pötzles wurde 1757 errichtet und 1968–1970 restauriert. Der schlichte Bau mit eingezogener Halbkreisapsis hat an der Nordseite einen Giebelreiter sowie ein gekehltes Traufgesims. Das Innere ist durch eine Stichkappentonne überwölbt, unter der sich ein halbrunder Triumphbogen erhebt. | BDA-Hist.: Q37960324 Status: § 2a Stand der BDA-Liste: 2025-06-30 Name: Ortskapelle Pötzles GstNr.: 1557 |
| ja   | Datei hochladen | Ehem. Bauerngehöfte HERIS-ID: 34805 Objekt-ID: 33202                                                    | Standort KG: Pötzles                                      | Von den Gehöften der ehemals wohlhabenden Ortschaft Pötzles blieben auch lange nach Errichtung des Truppenübungsplatzes noch einige Dreiseithöfe mit hölzernen Wirtschaftsteilen aus der ersten Hälfte des 19. Jahrhunderts erhalten. Diese Höfe sind mittlerweile trotz Unterschutzstellung abgekommen. | BDA-Hist.: Q37960336 Status: § 2a Stand der BDA-Liste: 2025-06-30 Name: Ehem. Bauerngehöfte GstNr.: 1563, 1559, 1560 |
| ja   | Datei hochladen | Gutshof mit Kapelle hll. Philipp und Jakob HERIS-ID: 50456 Objekt-ID: 55455                             | Ratschenhof 1 Standort KG: Ratschenhof                    | Der Gutshof Ratschenhof dient dem Stift Zwettl seit seiner Gründung im 12. Jahrhundert als Wirtschaftshof und wird heute als Forsthaus genutzt. | BDA-Hist.: Q1557299 Status: § 2a Stand der BDA-Liste: 2025-06-30 Name: Gutshof mit Kapelle hll. Philipp und Jakob GstNr.: .1 Gutshof Ratschenhof, Zwettl |
| ja   | Datei hochladen | Pfarrhof HERIS-ID: 50481 Objekt-ID: 55516                                                               | Rieggers 12 Standort KG: Rieggers                         | | BDA-Hist.: Q38040311 Status: § 2a Stand der BDA-Liste: 2025-06-30 Name: Pfarrhof GstNr.: .12 |
| ja   | Datei hochladen | Kath. Pfarrkirche hl. Stephan HERIS-ID: 50482 Objekt-ID: 55517                                          | neben Rieggers 12 Standort KG: Rieggers                   | Die ehemals romanische Chorturmkirche wurde später durch gotische Umbauten erweitert und in der ersten Hälfte des 15. Jahrhunderts barockisiert. | BDA-Hist.: Q1659977 Status: § 2a Stand der BDA-Liste: 2025-06-30 Name: Kath. Pfarrkirche hl. Stephan GstNr.: .15 Pfarrkirche Rieggers |
| ja   | Datei hochladen | Bildstock HERIS-ID: 63899 Objekt-ID: 76589                                                              | Standort KG: Rieggers                                     | Der Tabernakelpfeiler südlich des Ortes stammt aus der Mitte des 19. Jahrhunderts. | BDA-Hist.: Q38104629 Status: § 2a Stand der BDA-Liste: 2025-06-30 Name: Bildstock GstNr.: 2340/1 |
| ja   | Datei hochladen | Ehem. Meierhof des Stiftes Zwettl HERIS-ID: 50484 Objekt-ID: 55521                                      | Ritzmannshof 1 Standort KG: Ritzmannshof                  | Dieser ehemalige Meierhof des Stifts Zwettl liegt nordwestlich des Klosters am sogenannten Hofteich. Nach einer ersten urkundlichen Erwähnung im Jahr 1296 wurde er 1311 als zerstört bezeichnet und später wiederaufgebaut. Um 1730 wurde der Hof nach Plänen von Josef Munggenast umgebaut. Es handelt sich um eine schlichte, vierseitig geschlossene Hofanlage mit zweigeschoßigem Nordtrakt. Hofseitig ist eine gemalte Sonnenuhr aus dem Jahr 1736 zu sehen. Die ehemaligen Stallungen im Westtrakt haben barocke Kreuzgratgewölbe über Rechteckpfeilern. | BDA-Hist.: Q1559344 Status: § 2a Stand der BDA-Liste: 2025-06-30 Name: Ehem. Meierhof des Stiftes Zwettl GstNr.: .1/2 |
| ja   | Datei hochladen | Hausberg Rosenau HERIS-ID: 111386 Objekt-ID: 129218                                                     | Ortsried Standort KG: Rosenau Dorf                        | Von der 1483 verfallenen Burgkirchenanlage, die im 12. Jahrhundert von Hadmar I. von Kuenring zur Sicherung des Polansteiges gegründet worden war, sind im Osten des Ortes noch ein kreisförmiger Erdwall und einige Grundmauern sichtbar. Die ehemalige Burgkapelle wurde zu einer Ortskapelle umgebaut. | BDA-Hist.: Q37823880 Status: Bescheid Stand der BDA-Liste: 2025-06-30 Name: Hausberg Rosenau GstNr.: 596, .32, 322/1, 322/2, .12/1, 317/4, 317/3, 320/1, .13, .14, .12/2, 320/2 |
| ja   | Datei hochladen | Ortskapelle hl. Veit HERIS-ID: 50492 Objekt-ID: 55535                                                   | neben Rosenau Dorf 11 Standort KG: Rosenau Dorf           | Die neuromanische Ortskapelle hl. Veit steht auf den Grundmauern einer ehemaligen Burgkapelle. 1487 wurde sie von Friedrich III. der Propstei Zwettl gestiftet. Das dreiseitig geschlossene Langhaus hat Rundbogenfenster und im Osten einen etwas niedrigeren rechteckigen Anbau. Westlich erhebt sich ein Turm mit Giebelspitzhelm. Über dem Portal befindet sich eine Gedenktafel für Georg von Schönerer. Der flachgedeckte Innenraum hat einen rundbogigen Triumphbogen und eine Apsiskonche. Die Sakristei ist kreuzgratgewölbt. Der barocke Altar hat ein Altarblatt hl. Veit aus dem Jahr 1890, das mit „Franz Maierhofer“ bezeichnet ist, Seitenfiguren der hll. Josef und Antonius, die vermutlich in der ersten Hälfte des 18. Jahrhunderts angefertigt wurden sowie ein Gnadenstuhl-Bildnis am Oberbild. Zur weiteren Ausstattung zählen unter anderem eine spätbarocke Kanzel und Grabsteine aus dem 16. und 17. Jahrhundert. | BDA-Hist.: Q38040365 Status: § 2a Stand der BDA-Liste: 2025-06-30 Name: Ortskapelle hl. Veit GstNr.: .14 Ortskapelle hl. Veit, Rosenau Dorf |
| ja   | Datei hochladen | Johannes-Nepomuk-Kapelle HERIS-ID: 63853 Objekt-ID: 76542                                               | Guttenbrunn 29 Standort KG: Rosenau Schloß                | An der Straße nach Zwettl steht eine Nepomuk-Kapelle mit einer Statue des Heiligen. | BDA-Hist.: Q38104473 Status: § 2a Stand der BDA-Liste: 2025-06-30 Name: Johannes Nepomuk-Kapelle GstNr.: 263/3 |
| ja   | Datei hochladen | Schloss Rosenau HERIS-ID: 50493 Objekt-ID: 55536                                                        | Rosenau Schloß 1 Standort KG: Rosenau Schloß              | Das Schloss Rosenau ist ein Renaissancebau, der nach einem einheitlichen Plan barockisiert und erweitert wurde. Heute beherbergt es ein Freimaurermuseum. | BDA-Hist.: Q340128 Status: Bescheid Stand der BDA-Liste: 2025-06-30 Name: Schloss Rosenau GstNr.: 1/3, 5 Schloss Rosenau (Waldviertel) |
| ja   | Datei hochladen | Kath. Pfarrkirche Hl. Dreifaltigkeit HERIS-ID: 50494 Objekt-ID: 55537                                   | Rosenau Schloß 1 Standort KG: Rosenau Schloß              | Die barocke Pfarrkirche von Schloss Rosenau wurde 1739 geweiht und 1767–1768 fertiggestellt. Sie grenzt direkt an das Schloss an. | BDA-Hist.: Q1621390 Status: § 2a Stand der BDA-Liste: 2025-06-30 Name: Kath. Pfarrkirche Hl. Dreifaltigkeit GstNr.: .2 Pfarrkirche hl. Dreifaltigkeit, Schloss Rosenau |
| ja   | Datei hochladen | Sog. Bandlhaus HERIS-ID: 34873 Objekt-ID: 33354                                                         | Rosenau Schloß 2 Standort KG: Rosenau Schloß              | Das sogenannte Bandlhaus ist eine ehemalige Bandmanufaktur nordöstlich des Schloss. Es wurde um 1747 in spätbarockem Stil erbaut. Das zweigeschoßige Gebäude hat Eckrisaliten, eine Putzquaderung und den gleichen Grundriss wie der Pfarrhof des Ortes. Das Innere ist im Erdgeschoß tonnengewölbt. Das Obergeschoß verfügt über Stuckspiegel. | BDA-Hist.: Q37960642 Status: Bescheid Stand der BDA-Liste: 2025-06-30 Name: Sog. Bandlhaus GstNr.: .21 |
| ja   | Datei hochladen | Ehem. Schüttkasten des Schlosses Rosenau HERIS-ID: 63926 Objekt-ID: 76616                               | Rosenau Schloß 6 Standort KG: Rosenau Schloß              | Der ehemalige Schüttkasten und Pferdestall ist im Inneren an einem Deckenbalken mit „1747“ bezeichnet. Er wurde 1973 umgebaut. | BDA-Hist.: Q38104734 Status: Bescheid Stand der BDA-Liste: 2025-06-30 Name: Ehem. Schüttkasten des Schlosses Rosenau GstNr.: .3 |
| ja   | Datei hochladen | Glockenturm HERIS-ID: 63929 Objekt-ID: 76619                                                            | Rosenau Schloß 9 Standort KG: Rosenau Schloß              | Der dreigeschoßige Glockenturm an der Schule westlich des Schlosses ist durch Lisenen gegliedert, hat abgesetzte Rundbogenfenster und wird von einem Pyramidenhelm bekrönt. Er wurde in der zweiten Hälfte des 18. Jahrhunderts erbaut. | BDA-Hist.: Q38104755 Status: § 2a Stand der BDA-Liste: 2025-06-30 Name: Glockenturm GstNr.: .7/1 |
| ja   | Datei hochladen | Pfarrhof HERIS-ID: 50495 Objekt-ID: 55538                                                               | Rosenau Schloß 10 Standort KG: Rosenau Schloß             | Der westlich vom Schloss gelegene Pfarrhof ist ein zweigeschoßiger, spätbarocker Bau mit vier Eckrisaliten, drei Mittelachsen, genutetem Erdgeschoß und Putzquaderung. In einem abgesetzten Rundgiebel auf Voluten über dem Portal befindet sich ein Fresko Guter Hirte, das Johann Rincolin zugeschrieben wird. Im Giebelfeld sind eine Sonnenuhr und das Chronogramm 1743 zu sehen. Die Erdgeschoßräume sind durch Stichkappentonnen gewölbt. Das Obergeschoß verfügt über Stuckspiegel. | BDA-Hist.: Q38040381 Status: § 2a Stand der BDA-Liste: 2025-06-30 Name: Pfarrhof GstNr.: 49 Pfarrhof Schloss Rosenau |
| ja   | Datei hochladen | Ehem. Bürgerspital, Gewerbemuseum HERIS-ID: 46814 Objekt-ID: 49060                                      | Rosenau Schloß 11 Standort KG: Rosenau Schloß             | Das 1740 gestiftete ehemalige Bürgerspital und heutige Gewerbemuseum südöstlich des Schlosses ist ein schlichter, zweigeschoßiger Bau mit Walmdach. Die Fassade hat im Erdgeschoß eine Putzgliederung durch horizontale Bänder und im Obergeschoß Silhouettenpilaster. Der Grundriss ist symmetrisch. In der Mitte befindet sich eine Rauchküche. Seitlich liegen im Erd- und Obergeschoß je zwei quadratische Stuben. | BDA-Hist.: Q38023887 Status: Bescheid Stand der BDA-Liste: 2025-06-30 Name: Ehem. Bürgerspital, Gewerbemuseum GstNr.: 124/8 |
| ja   | Datei hochladen | Bismarck-Turm HERIS-ID: 33177 Objekt-ID: 30528                                                          | südwestlich Rosenau Schloß 14 Standort KG: Rosenau Schloß | Der Bismarckturm wurde 1907 unter Georg Ritter von Schönerer zum Gedenken an Otto von Bismarck erbaut. | BDA-Hist.: Q37950630 Status: Bescheid Stand der BDA-Liste: 2025-06-30 Name: Bismarck-Turm GstNr.: 164/1 |
| ja   | Datei hochladen | Schutzengelobelisk/Engelsäule HERIS-ID: 34871 Objekt-ID: 33350                                          | bei Rosenau Schloß 30 Standort KG: Rosenau Schloß         | Der Obelisk gegenüber dem Schloss steht auf einem hohen Volutensockel und wird von einer Schutzengelgruppe bekrönt. Am Sockel sind Figuren von Felix von Cantalice, Valentin von Terni und Apollonia von Alexandria zu sehen. Das Monument wird auf die Mitte des 18. Jahrhunderts datiert. | BDA-Hist.: Q37960616 Status: Bescheid Stand der BDA-Liste: 2025-06-30 Name: Schutzengelobelisk/Engelsäule GstNr.: 131/4 Schutzengelobelisk in Rosenau Schloss |
| ja   | Datei hochladen | Forsthaus (Jägerhaus) HERIS-ID: 34872 Objekt-ID: 33353                                                  | Rosenau Schloß 8 Standort KG: Rosenau Schloß              | Das Forsthaus (auch: Jägerhaus) ist ein spätbarocker Bau aus der Zeit um 1747 mit zweigeschoßigem, siebenachsigem Mitteltrakt und eingeschoßigen Flankenbauten. An der Nordseite hat er einen Flachgiebel mit einem Diana-Fresko von Johann Rincolin. Vom Balkon aus führt eine Freitreppe in den Garten. Die Südseite verfügt im Erdgeschoß über Arkaden. Die Fassade ist durch Lisenen und Fenster mit Stuckrahmung gegliedert. An den Seitentrakten gibt es querovale Fenster. | BDA-Hist.: Q37960629 Status: Bescheid Stand der BDA-Liste: 2025-06-30 Name: Forsthaus (Jägerhaus) GstNr.: .10 |
| ja   | Datei hochladen | Ehem. Schüttkasten HERIS-ID: 63933 Objekt-ID: 76623                                                     | Rottenbach 16 Standort KG: Rottenbach                     | Der Getreidespeicher in Rottenbach wurde wahrscheinlich im 18. Jahrhundert erbaut. Er hat ein Schopfwalmdach und Gaupen. | BDA-Hist.: Q38104764 Status: § 2a Stand der BDA-Liste: 2025-06-30 Name: Ehem. Schüttkasten GstNr.: 19/2 |
| ja   | Datei hochladen | Ortskapelle hl. Leonhard HERIS-ID: 50498 Objekt-ID: 55546                                               | gegenüber Rudmanns 15 Standort KG: Rudmanns               | Die Ortskapelle hl. Leonhard am Anger von Rudmanns ist ein schlichter Bau von 1725 mit eingezogener Rundapsis und einem Dachreiter aus der Zeit um 1900 mit Giebelspitzhelm. | BDA-Hist.: Q1664339 Status: § 2a Stand der BDA-Liste: 2025-06-30 Name: Ortskapelle hl. Leonhard GstNr.: .49 |
| ja   | Datei hochladen | Figurenbildstock hl. Johannes Nepomuk HERIS-ID: 63864 Objekt-ID: 76553                                  | Standort KG: Rudmanns                                     | Dieser Johannes-Nepomuk-Bildstock auf konkav geschweiftem Sockel mit quadratischer Basis zwischen gekehlten Gesimsen aus Granit steht an einem Waldrand bei Rudmanns zwischen zwei Teichen. | BDA-Hist.: Q38104516 Status: § 2a Stand der BDA-Liste: 2025-06-30 Name: Figurenbildstock hl. Johannes Nepomuk GstNr.: 3748/34 |
| ja   | Datei hochladen | Ehem. Gutshof, Schickenhof HERIS-ID: 46774 Objekt-ID: 48950                                             | Schickenhof 5 Standort KG: Schickenhof                    | Der Schickenhof ist ein ehemaliger Gutshof, der 1220 dem Stift Zwettl gestiftet wurde. Nachdem er im 16. Jahrhundert bereits verfallen war, wurde er um 1600 wiederaufgebaut. | BDA-Hist.: Q21865462 Status: Bescheid Stand der BDA-Liste: 2025-06-30 Name: Ehem. Gutshof, Schickenhof GstNr.: .1 |
| ja   | Datei hochladen | Ortskapelle Unterrabenthan HERIS-ID: 50754 Objekt-ID: 56052                                             | neben Unterrabenthan 10 Standort KG: Unterrabenthan       | Die Ortskapelle von Unterrabenthan ist ein schlichter Bau mit eingezogenem Rundschluss, der 1727 erbaut und nach einem Brand 1930 wiederhergestellt und durch einen zweigeschoßigen Turm mit einem Giebelspitzhelm über einer niedrigen Vorhalle erweitert wurde. Der Innenraum ist flachgedeckt. Vor der Apsis ruht auf Kämpfern ein rundbogiger Triumphbogen. Zur Ausstattung zählen zwei barocke Leuchterengel sowie Figuren der hll. Leonhard und Florian aus dem 19. Jahrhundert. | BDA-Hist.: Q38041975 Status: § 2a Stand der BDA-Liste: 2025-06-30 Name: Ortskapelle Unterrabenthan GstNr.: .24 |
| ja   | Datei hochladen | Ortskapelle Unterrosenauerwald HERIS-ID: 50756 Objekt-ID: 56058                                         | Standort KG: Unterrosenauerwaldhäuser                     | Die Unterrosenauerwalder Ortskapelle ist ein Bau mit Rundschluss aus der Zeit um 1800. Ihr Dachreiter mit Pyramidenhelm stammt aus dem Jahr 1889. Der Innenraum ist flachgedeckt. Zur Einrichtung zählen eine Pietà (um 1800), mehrere barocke Heiligenfiguren, ein 1840 gestiftetes Marienbild, Kreuzwegbilder und ein Hinterglasbild. | BDA-Hist.: Q38041982 Status: § 2a Stand der BDA-Liste: 2025-06-30 Name: Ortskapelle Unterrosenauerwald GstNr.: .50/2 |
| ja   | Datei hochladen | Ortskapelle Uttissenbach HERIS-ID: 63945 Objekt-ID: 76635                                               | neben Uttissenbach 10 Standort KG: Uttissenbach           | Die Ortskapelle von Uttissenbach, die im Jahr 1769 erstmals urkundlich erwähnt wurde, ist ein schlichter Bau mit eingezogenem Rundschluss, Rundbogenfenstern und einem Dachreiter mit Zwiebelhelm. Im flachgedeckten Innenraum befinden sich unter anderem eine barocke Figur des hl. Josef aus der ersten Hälfte des 18. Jahrhunderts und ein Votivbild vom Ende des 19. Jahrhunderts. | BDA-Hist.: Q38104801 Status: § 2a Stand der BDA-Liste: 2025-06-30 Name: Ortskapelle Uttissenbach GstNr.: .24 |
| ja   | Datei hochladen | Bildstock HERIS-ID: 63971 Objekt-ID: 76662                                                              | Standort KG: Uttissenbach                                 | Südlich von Uttissenbach steht der sogenannte Schwedenbildstock. Die achteckige Granitsäule ruht auf einem Sockel aus Beton und endet oben in einem quadratischen Abschluss mit Bildnische. Er erinnert an die Zeit um 1645, als Uttissenbach von schwedischen Truppen unter General Lennart Torstensson zerstört wurde. | BDA-Hist.: Q38104902 Status: § 2a Stand der BDA-Liste: 2025-06-30 Name: Bildstock GstNr.: 1407/6 |
| ja   | Datei hochladen | Hamerling-Denkmal HERIS-ID: 63568 Objekt-ID: 76239                                                      | bei Am Statzenberg 1 Standort KG: Zwettl Stadt            | Das Denkmal beim Gebäude der Bezirkshauptmannschaft am Statzenberg ist eine 1915 von Hans Brandstetter in Galvanotechnik errichtete Figur des Dichters Robert Hamerling. | BDA-Hist.: Q38103732 Status: § 2a Stand der BDA-Liste: 2025-06-30 Name: Hamerling-Denkmal GstNr.: 1135 |
| ja   | Datei hochladen | Stadtmauer HERIS-ID: 35377 Objekt-ID: 34135                                                             | Berggasse 8 Standort KG: Zwettl Stadt                     | Dieser Teil der mittelalterlichen Stadtbefestigung schließt an den Kesselbodenturm an. | BDA-Hist.: Q105643137 Status: Bescheid Stand der BDA-Liste: 2025-06-30 Name: Stadtmauer GstNr.: 2313/10, 788/3, 901 |
| ja   | Datei hochladen | Pest-/Dreifaltigkeitssäule HERIS-ID: 63556 Objekt-ID: 76227                                             | vor Dreifaltigkeitsplatz 1 Standort KG: Zwettl Stadt      | Die Dreifaltigkeitssäule (auch: Pestsäule) in der Altstadt von Zwettl ist ein barockes Denkmal, das von dem Eggenburger Bildhauer Johann Caspar Högl 1727 geschaffen wurde. | BDA-Hist.: Q55265983 Status: § 2a Stand der BDA-Liste: 2025-06-30 Name: Pest-/Dreifaltigkeitssäule GstNr.: 2313/5 Dreifaltigkeitssäule Zwettl |
| ja   | Datei hochladen | Gasthaus Zur goldenen Rose HERIS-ID: 35364 Objekt-ID: 34119                                             | Dreifaltigkeitsplatz 3 Standort KG: Zwettl Stadt          | Das Gasthaus zur Goldenen Rose ist im Laufe seiner Geschichte mehrmals abgebrannt und wiedererrichtet worden. Es weist sowohl Merkmale der Gotik, als auch der Renaissance und des Barock auf. Der Gasthof wurde im 12. Jahrhundert erbaut. In einer Urkunde des Jahres 1599 wird er als Schildwirtshaus genannt. Der im Kern spätgotische Bau hat eine dreigeschoßige Blendfassade des 17. Jahrhunderts mit Dreieckgiebel sowie spätbarocke Stuckpilaster und Fensterumrahmungen aus der Mitte des 18. Jahrhunderts. Er ist durch ein spätgotisches, profiliertes Spitzbogenportal vom Anfang des 16. Jahrhunderts zugänglich. Die Einfahrt ist durch eine Stichkappentonne gewölbt. | BDA-Hist.: Q37963693 Status: Bescheid Stand der BDA-Liste: 2025-06-30 Name: Gasthaus Zur goldenen Rose GstNr.: .104 Gasthaus Dreifaltigkeitsplatz 3, Zwettl |
| ja   | Datei hochladen | Wohnhaus HERIS-ID: 35365 Objekt-ID: 34120                                                               | Dreifaltigkeitsplatz 4 Standort KG: Zwettl Stadt          | Dieser zweigeschoßige Bau mit Walmdach stammt im Kern aus dem 15. Jahrhundert und wurde mehrfach umgebaut. Die tonnengewölbte Einfahrt weist Stichkappen und Stuckgraten auf. Im Obergeschoß befindet sich ein entsprechendes Gewölbe auf Stuckkonsolen. Der Vorraum hat ein Netzgratgewölbe aus dem zweiten Viertel des 16. Jahrhunderts. Bei der Restaurierung im Jahr 1980 wurden Fassadenelemente des 15. und 16. Jahrhunderts freigelegt. | BDA-Hist.: Q37963723 Status: Bescheid Stand der BDA-Liste: 2025-06-30 Name: Wohnhaus GstNr.: .105/1 Wohnhaus Dreifaltigkeitsplatz 4, Zwettl |
| ja   | Datei hochladen | Schwedenkreuz HERIS-ID: 63580 Objekt-ID: 76251                                                          | bei Galgenbergstraße 32 Standort KG: Zwettl Stadt         | Das Schwedenkreuz an der Galgenbergstraße ist ein Pfeilerbildstock aus Sandstein mit quaderförmigem Tabernakelaufsatz, Steinkreuz und Blendnischen. Er ist mit Reliefs der Leidenswerkzeuge Jesu versehen. Am Tabernakel ist die Inschrift laut Erlass Ferdinands III angebracht: „LOB PREIS UND DANCK DEN FRIDENSGOT DER VNS HAD GEFIRT AUS CRIEGES NOD 1651.“ | BDA-Hist.: Q38103808 Status: § 2a Stand der BDA-Liste: 2025-06-30 Name: Schwedenkreuz GstNr.: 1308/2 |
| ja   | Datei hochladen | Johannes-Nepomuk-Kapelle HERIS-ID: 63569 Objekt-ID: 76240                                               | neben Gartenstraße 4 Standort KG: Zwettl Stadt            | In der 1783 errichteten Johannes-Nepomuk-Kapelle gegenüber dem Gemeindeamt befinden sich eine aus Holz geschnitzte Statue Johannes Nepomuks und ein Fresko mit dem Panorama der Stadt Prag. Daneben steht ein Kriegerdenkmal, das Anfang der 1990er-Jahre vom Hauptplatz hierher verlegt wurde. | BDA-Hist.: Q38103741 Status: § 2a Stand der BDA-Liste: 2025-06-30 Name: Johannes Nepomuk-Kapelle GstNr.: 2313/1 Johannes Nepomuk-Kapelle, Zwettl |
| ja   | Datei hochladen | Wohn- und Geschäftshaus HERIS-ID: 63531 Objekt-ID: 76202seit 2020                                       | Hauptplatz 7 Standort KG: Zwettl Stadt                    | Das mehrachsige späthistoristische Eckhaus wurde im letzten Viertel des 19. Jahrhunderts errichtet. | BDA-Hist.: Q105645928 Status: Bescheid Stand der BDA-Liste: 2025-06-30 Name: Wohn- und Geschäftshaus GstNr.: .95/1 |
| ja   | Datei hochladen | Bürgerhaus HERIS-ID: 57128 Objekt-ID: 66875seit 2020                                                    | Hauptplatz 9 Standort KG: Zwettl Stadt                    | Das zweigeschoßige Haus verfügt über eine dreigeschoßige Blendfassade aus der Zeit um 1800, mit Plattenstildekor, Blendarkaden und Flachgiebel. Der Baukern stammt aus dem 16. Jahrhundert. Im Inneren befindet sich ein kreuzgratgewölbter Flur. | BDA-Hist.: Q105645858 Status: Bescheid Stand der BDA-Liste: 2025-06-30 Name: Bürgerhaus GstNr.: .77 |
| ja   | Datei hochladen | Stadtmauer HERIS-ID: 40576 Objekt-ID: 40537                                                             | Hauptplatz 10 Standort KG: Zwettl Stadt                   | Teil der mittelalterlichen Stadtbefestigung. Anmerkung: Die Stadtmauer befindet sich an der Rückseite des Grundstückes. Das über der Stadtmauer errichtete Gebäude unterliegt nicht dem Denkmalschutz. Die beiden Mauern im Vordergrund sind Bestandteil von ObjektID: 77946. | BDA-Hist.: Q37995292 Status: Bescheid Stand der BDA-Liste: 2025-06-30 Name: Wohnhaus und Stadtmauer GstNr.: .76 |
| ja   | Datei hochladen | Bürgerhaus HERIS-ID: 113638 Objekt-ID: 132000seit 2020                                                  | Hauptplatz 10 Standort KG: Zwettl Stadt                   | Das dreigeschoßige und fünfachsige Biedermeierhaus hat einen Flachgiebel und eine durch Lisenen gegliederte Fassade. Unter Denkmalschutz stehen die Außenerscheinung, die Einfahrt, Treppenhaus, Flur und die drei platzseitigen Wohnräume im Obergeschoß. Das Gebäude bildet zusammen mit den Hausnummern 9, 11 u. 12 ein geschütztes Ensemble. | BDA-Hist.: Q105661220 Status: Bescheid Stand der BDA-Liste: 2025-06-30 Name: Bürgerhaus GstNr.: .76 Bürgerhaus Hauptplatz 10, Zwettl |
| ja   | Datei hochladen | Bürgerhaus, Apotheke „Zum schwarzen Adler“ HERIS-ID: 63532 Objekt-ID: 76203seit 2020                    | Hauptplatz 11 Standort KG: Zwettl Stadt                   | Das dreigeschoßige Bürgerhaus aus der zweiten Hälfte des 16. Jahrhunderts verfügt über ein Giebelgeschoß mit Lisenengliederung, ein Schopfwalmdach und einen Schornstein mit Eckbalustern. Die Einfahrt weist ein Stichkappentonnengewölbe auf. | BDA-Hist.: Q105645930 Status: Bescheid Stand der BDA-Liste: 2025-06-30 Name: Bürgerhaus, Apotheke „Zum schwarzen Adler“ GstNr.: .75 |
| ja   | Datei hochladen | Bürgerhaus HERIS-ID: 63533 Objekt-ID: 76204seit 2020                                                    | Hauptplatz 12 Standort KG: Zwettl Stadt                   | Das im Kern aus dem 16. Jahrhundert stammende Haus verfügt über eine dreigeschoßige Blendfassade aus der Zeit um 1800 mit vertikaler Gliederung. | BDA-Hist.: Q105645932 Status: Bescheid Stand der BDA-Liste: 2025-06-30 Name: Bürgerhaus GstNr.: .74 |
| ja   | Datei hochladen | Pfarrhof HERIS-ID: 35366 Objekt-ID: 34121                                                               | Kirchengasse 3 Standort KG: Zwettl Stadt                  | Der Pfarrhof in der Kirchengasse ist ein 1767 errichtetes, zweigeschoßiges, fünfachsiges Barockbauwerk mit geknickter Front. Die Fassade ist im Erdgeschoß genutet und verfügt im Obergeschoß über eine verglaste Nische mit Stuckrahmung und einer spätbarocken Maria-Immaculata-Figur. Im Flur befindet sich ein Stichkappengewölbe mit Stuckgraten aus dem 16. oder 17. Jahrhundert. | BDA-Hist.: Q37963738 Status: § 2a Stand der BDA-Liste: 2025-06-30 Name: Pfarrhof GstNr.: 845 |
| ja   | Datei hochladen | Kath. Pfarrkirche Mariae Himmelfahrt HERIS-ID: 63486 Objekt-ID: 76154                                   | Kirchengasse 5 Standort KG: Zwettl Stadt                  | Die römisch-katholische Pfarrkirche Mariä Himmelfahrt befindet sich am Anfang der Landstraße im Bereich des ehemaligen Unteren Tores der mittelalterlichen Stadtmauer. Sie wurde als spätromanische Pfeilerbasilika errichtet und später mehrfach verändert und erweitert. Ende des 15. Jahrhunderts wurde sie zur Stadtpfarrkirche erhoben. | BDA-Hist.: Q1899701 Status: § 2a Stand der BDA-Liste: 2025-06-30 Name: Kath. Pfarrkirche Mariae Himmelfahrt GstNr.: 845 Mariä Himmelfahrt (Zwettl) |
| ja   | Datei hochladen | Wohnhaus HERIS-ID: 35368 Objekt-ID: 34123                                                               | Klosterstraße 11 Standort KG: Zwettl Stadt                | Dieses zweigeschoßige barocke Wohnhaus ist ein freistehender Bau mit einem hohen Mansardenwalmdach und einem Segmentbogengiebel. Im Giebelbogen befindet sich eine Wandmalerei mit den Jüngern auf ihrem Gang nach Emmaus. | BDA-Hist.: Q37963760 Status: Bescheid Stand der BDA-Liste: 2025-06-30 Name: Wohnhaus GstNr.: 798 |
| ja   | Datei hochladen | Wohn- und Geschäftshaus HERIS-ID: 35369 Objekt-ID: 34124                                                | Landstraße 13 Standort KG: Zwettl Stadt                   | Das im Jahre 1560 erstmals urkundlich erwähnte Haus in der Landstraße 13 ist ein giebelständiger Renaissancebau mit asymmetrischem einachsigem Risalit und einem zweigeschoßigen Volutengiebel mit Lisenengliederung und Kugelbekrönung. Die Fassade wurde um 1900 neobarock umgestaltet. Das Wohnhaus ist durch ein verputztes Spitzbogenportal aus spätgotischer Zeit zugänglich. Die Einfahrt verfügt über ein Kreuzgewölbe mit Stuckgraten aus dem 16. Jahrhundert. | BDA-Hist.: Q37963775 Status: Bescheid Stand der BDA-Liste: 2025-06-30 Name: Wohn- und Geschäftshaus GstNr.: .46, .47, 968 |
| ja   | Datei hochladen | Stadtmauer HERIS-ID: 64989 Objekt-ID: 77789                                                             | bei Landstraße 13 Standort KG: Zwettl Stadt               | Dieser Teil der Stadtmauer ist verputzt und in ein Wohnhaus integriert, so dass über die Beschaffenheit des Mauerwerks keine Aussage getroffen werden kann. | BDA-Hist.: Q105646500 Status: Bescheid Stand der BDA-Liste: 2025-06-30 Name: Stadtmauer GstNr.: .47 |
| ja   | Datei hochladen | Wohn- und Geschäftshaus HERIS-ID: 35370 Objekt-ID: 34125                                                | Landstraße 22 Standort KG: Zwettl Stadt                   | Dieses giebelständige Wohn- und Geschäftshaus hat einen Baukern aus der ersten Hälfte des 16. Jahrhunderts. Es ist durch ein abgefastes Rundbogentor zugänglich. Die spätbarocke Blendfassade mit genutetem Erdgeschoß, Volutengiebel und Stuckdekor wurde im dritten Viertel des 18. Jahrhunderts geschaffen. | BDA-Hist.: Q37963789 Status: Bescheid Stand der BDA-Liste: 2025-06-30 Name: Wohn- und Geschäftshaus GstNr.: .37 |
| ja   | Datei hochladen | Bürgerhaus HERIS-ID: 63395 Objekt-ID: 76037                                                             | Landstraße 26 Standort KG: Zwettl Stadt                   | Der Baukern dieses Bürgerhauses stammt aus der ersten Hälfte des 16. Jahrhunderts. Es verfügt über einen Schopfwalmgiebel und eine spätbarocke Fassade mit stuckierten Fensterumrahmungen. In der Einfahrt und im Erdgeschoß sind Kreuz- und Netzgratgewölbe aus der Bauzeit erhalten. | BDA-Hist.: Q38103093 Status: Bescheid Stand der BDA-Liste: 2025-06-30 Name: Bürgerhaus GstNr.: .31 |
| ja   | Datei hochladen | Wohn- und Geschäftshaus HERIS-ID: 63547 Objekt-ID: 76218seit 2020                                       | Landstraße 43 Standort KG: Zwettl Stadt                   | Das im Kern aus dem 16. Jahrhundert stammende Haus hat eine Fassade aus der Zeit um 1800 mit Knickgiebel und Plattendekor. | BDA-Hist.: Q105645934 Status: Bescheid Stand der BDA-Liste: 2025-06-30 Name: Wohn- und Geschäftshaus GstNr.: .19/1 |
| ja   | Datei hochladen | Bürgerhaus HERIS-ID: 35371 Objekt-ID: 34127                                                             | Landstraße 45 Standort KG: Zwettl Stadt                   | Dieses giebelständige, aus der Flucht vorspringende Haus hat eine toskanische Säule an der Ecke und eine barockisierend erneuerte Fassade mit Knickgiebel. | BDA-Hist.: Q37963802 Status: Bescheid Stand der BDA-Liste: 2025-06-30 Name: Bürgerhaus GstNr.: .18/2 |
| ja   | Datei hochladen | Wohn- und Geschäftshaus HERIS-ID: 63549 Objekt-ID: 76220seit 2020                                       | Landstraße 47 Standort KG: Zwettl Stadt                   | Dieses Haus verfügt über eine schlichte spätbarocke Fassade mit Knickgiebel aus dem letzten Viertel des 18. Jahrhunderts. | BDA-Hist.: Q105645937 Status: Bescheid Stand der BDA-Liste: 2025-06-30 Name: Wohn- und Geschäftshaus GstNr.: .16 |
| ja   | Datei hochladen | Gasthof „Zum goldenen Hirschen“ HERIS-ID: 59452 Objekt-ID: 70756seit 2020                               | Landstraße 49 Standort KG: Zwettl Stadt                   | Der Gasthof verfügt über eine spätbarocke Fassade aus der Zeit um 1800 mit Volutengiebel und Putzdekor. Der Ausleger wurde um 1820 angefertigt. | BDA-Hist.: Q105645909 Status: Bescheid Stand der BDA-Liste: 2025-06-30 Name: Gasthof „Zum goldenen Hirschen“ GstNr.: .15 |
| ja   | Datei hochladen | Wohnhaus und Stöckl HERIS-ID: 113327seit 2021                                                           | Landstraße 53 Standort KG: Zwettl Stadt                   | Das Wohnhaus Landstraße 53 hat straßenseitig einen Schopfwalmgiebel. Im Dehio von 2010 wird es auf das 16./17. Jahrhundert datiert. Bei einer späteren Untersuchung zeigte sich jedoch ein mittelalterlicher Kern. Unter anderem sind gotische Gewölbe vorhanden. Im älteren Teil befand sich im 13. Jahrhundert eine Schmiede. Der neuere Teil, das „Stöckl“ stammt aus dem 14. Jahrhundert. Dort wurde hinter einer 700 Jahre alten Eingangstür eine Rauchküche freigelegt. Im Innenhof befindet sich ein zwölf Meter tiefer Brunnen. 2021 wurde ein Architekturbüro aus Waidhofen an der Ybbs mit der Sanierung beauftragt. | BDA-Hist.: Q107486751 Status: Bescheid Stand der BDA-Liste: 2025-06-30 Name: Wohnhaus und Stöckl GstNr.: .13 |
| ja   | Datei hochladen | Pernerstorferhof (Pernersdorferhof) HERIS-ID: 35372 Objekt-ID: 34128                                    | Landstraße 65 Standort KG: Zwettl Stadt                   | Der Pernerstorferhof ist ein ehemaliger Freihof im Bereich des Antonturms und des einstigen Oberen Tors der Stadtmauer. Die dreiflügelige, ursprünglich ebenerdige Anlage hat einen spätgotischen Baukern und wurde in der zweiten Hälfte des 16. Jahrhunderts um ein Geschoß aufgestockt. Der Bau ist durch ein verstäbtes Rechteckportal aus der Zeit um 1500 und ein breites Rundbogenportal mit Prellsteinen zugänglich. | BDA-Hist.: Q37963815 Status: Bescheid Stand der BDA-Liste: 2025-06-30 Name: Pernerstorferhof (Pernersdorferhof) GstNr.: .7 |
| ja   | Datei hochladen | Bergfried/Antonsturm und Stadtmauer HERIS-ID: 64986 Objekt-ID: 77781                                    | Landstraße 65 Standort KG: Zwettl Stadt                   | Der Anton(s)turm stammt im Kern aus dem 13. Jahrhundert. Der dreigeschoßige Turm hat einen unregelmäßigen Grundriss, ein hohes Walmdach und kleine gotische Rechtecksfenster. | BDA-Hist.: Q105646499 Status: Bescheid Stand der BDA-Liste: 2025-06-30 Name: Bergfried/ Antonsturm und Stadtmauer GstNr.: .7, 1005? |
| ja   | Datei hochladen | Ehem. Bürgerspital, Fürsorgeheim HERIS-ID: 50923 Objekt-ID: 56431                                       | Martini-Platzl 1 Standort KG: Zwettl Stadt                | Das erste Bürgerspital wurde 1295 durch den Kuenringer Leuthold gestiftet, im 15. Jahrhundert von den Hussiten zerstört und danach innerhalb der Stadtmauern wiederaufgebaut. Der mehrfach umgebaute und erweiterte Baukomplex beherbergt heute ein Seniorenheim. | BDA-Hist.: Q64512972 Status: Bescheid Stand der BDA-Liste: 2025-06-30 Name: Ehem. Bürgerspital, Fürsorgeheim GstNr.: .346/2 |
| ja   | Datei hochladen | Bürgerspitalskirche hl. Martin HERIS-ID: 35367 Objekt-ID: 34122                                         | Martini-Platzl 1 Standort KG: Zwettl Stadt                | Die Bürgerspitalskirche St. Martin ist ein gotischer Bau aus den Jahren 1438–1448. Sie ist der Nachfolgebau einer älteren Martinskapelle, die bei der Hussitenbelagerung 1427 zerstört worden war. | BDA-Hist.: Q1380108 Status: Bescheid Stand der BDA-Liste: 2025-06-30 Name: Bürgerspitalskirche hl. Martin GstNr.: .346/2 Bürgerspitalskirche Zwettl |
| ja   | Datei hochladen | Figurenbildstock Christus Salvator HERIS-ID: 63562 Objekt-ID: 76233                                     | vor Neuer Markt 7 Standort KG: Zwettl Stadt               | Im oberen Bereich des Neuen Marktes steht eine zum Himmel blickende barocke Sandsteinstatue des auferstandenen Jesus Christus mit einem Metallkreuz in der rechten Hand. Die Inschrift am Sockel ist bis zur Unleserlichkeit verwittert. | BDA-Hist.: Q38103721 Status: § 2a Stand der BDA-Liste: 2025-06-30 Name: Figurenbildstock Christus Salvator GstNr.: 2313/10 |
| ja   | Datei hochladen | Jüdischer Friedhof HERIS-ID: 64985 Objekt-ID: 77775                                                     | neben Schillerstraße 15 Standort KG: Zwettl Stadt         | Der israelitische Friedhof wurde Ende des 19. Jahrhunderts am Hang des Galgenbergs als Teil des Syrnauer Friedhofs angelegt. 14 Grabsteine sind noch erhalten. Die Begräbnisstätte wird von der Stadtgemeinde Zwettl gepflegt. | BDA-Hist.: Q38108853 Status: § 2a Stand der BDA-Liste: 2025-06-30 Name: Jüdischer Friedhof GstNr.: 1259/1, .377 Jüdischer Friedhof Zwettl-Niederösterreich |
| ja   | Datei hochladen | Stadtmauer HERIS-ID: 44828 Objekt-ID: 45696                                                             | bei Schulgasse 6 Standort KG: Zwettl Stadt                | An diesem Abschnitt der Stadtmauer befindet sich der Moserturm. Er hat ein flaches Zeltdach und ist teilweise von einem Wohnhaus verbaut. | BDA-Hist.: Q105643158 Status: Bescheid Stand der BDA-Liste: 2025-06-30 Name: Stadtmauer GstNr.: .81 |
| ja   | Datei hochladen | Passauerturm und Zwinger HERIS-ID: 35375 Objekt-ID: 34132                                               | Schulgasse 14 Standort KG: Zwettl Stadt                   | Der Passauerturm ist ein halbkreisförmiger Befestigungsturm der mittelalterlichen Stadtmauer, mit halbkreisförmigem Grundriss und Kegeldach. Er wurde im 14./15. Jahrhundert errichtet. Seine Fenster wurden im 19. Jahrhundert ausgebrochen. Er ist an der Südseite mit einem niedrigen Wohnhaus verbunden. | BDA-Hist.: Q105643136 Status: Bescheid Stand der BDA-Liste: 2025-06-30 Name: Passauerturm und Zwinger GstNr.: 825/2 |
| ja   | Datei hochladen | Altes Rathaus, Kulturzentrum und Museum HERIS-ID: 41533 Objekt-ID: 42049                                | Sparkassenplatz 4 Standort KG: Zwettl Stadt               | Das alte Rathaus wird urkundlich erstmals Anfang des 14. Jahrhunderts erwähnt. Vieles deutet darauf hin, dass es ursprünglich als wehrhafte Stadtresidenz der Kuenringer diente. Die Zwettler Bürgerschaft kaufte es 1483, um es als Rats- und Gerichtsgebäude zu nutzen. Es handelt sich um einen mehrfach umgestalteten, breit gelagerten Giebelbau mit leicht vorgezogenem Giebelturm und gotischem Baukern. Bei einer Restaurierung im Jahr 1976 wurden an der Fassade Sgraffitomalereien aus der Mitte des 16. Jahrhunderts freigelegt. | BDA-Hist.: Q101637997 Status: § 2a Stand der BDA-Liste: 2025-06-30 Name: Altes Rathaus, Kulturzentrum und Museum GstNr.: .99 Altes Rathaus, Zwettl |
| ja   | Datei hochladen | Evang. Kirche, Predigtstation HERIS-ID: 63490 Objekt-ID: 76158                                          | bei Weitraer Straße 11 Standort KG: Zwettl Stadt          | Die 1904 geweihte, evangelische Auferstehungskirche ist ein durch Georg von Schönerer gestifteter, historistischer Bau mit eingezogener fünfseitiger Apsis und einem vorgezogenen Westturm mit Rundbogenfenstern und Spitzhelm. Der Innenraum hat ein zweijochiges Kreuzgratgewölbe über Gurten, in der Apsis ein Kreuzrippengewölbe, und einen kleinen historistischen Altar. | BDA-Hist.: Q23541961 Status: § 2a Stand der BDA-Liste: 2025-06-30 Name: Evang. Kirche, Predigtstation GstNr.: .372 |
| ja   | Datei hochladen | Figurenbildstock hl. Florian HERIS-ID: 63555 Objekt-ID: 76226                                           | Standort KG: Zwettl Stadt                                 | In der oberen Landstraße steht vor dem Jubiläumshaus eine Statue des hl. Florian. | BDA-Hist.: Q38103687 Status: § 2a Stand der BDA-Liste: 2025-06-30 Name: Figurenbildstock hl. Florian GstNr.: 2313/5 |
| ja   | Datei hochladen | Figurenbildstock hl. Johannes Nepomuk HERIS-ID: 63560 Objekt-ID: 76231                                  | Standort KG: Zwettl Stadt                                 | Auf einer Kampbrücke von Zwettl steht eine mit 1734 datierte Statue Johannes Nepomuks. | BDA-Hist.: Q38103712 Status: § 2a Stand der BDA-Liste: 2025-06-30 Name: Figurenbildstock hl. Johannes Nepomuk GstNr.: 2332/1 |
| ja   | Datei hochladen | Alte Wasserversorgungsanlage HERIS-ID: 45366 Objekt-ID: 46664                                           | Standort KG: Zwettl Stadt                                 | Im Viehgraben südlich von Zwettl befindet sich ein Hochbehälter der Kaiser-Franz-Josef-Wasserleitung. Der Bau ist an der Fassade mit 1891 bezeichnet. | BDA-Hist.: Q38015363 Status: Bescheid Stand der BDA-Liste: 2025-06-30 Name: Alte Wasserversorgungsanlage GstNr.: 1840/2 |
| ja   | Datei hochladen | Stadtmauer HERIS-ID: 65128 Objekt-ID: 77946                                                             | bei Landstraße 39 Standort KG: Zwettl Stadt               | Die mittelalterliche Stadtbefestigung befindet sich großteils in gutem Zustand. Sechs der ehemals zehn Wehrtürme sind noch erhalten: Antonturm, Kesselbodenturm, Schulturm, Passauerturm, Moserturm und Hofbauerturm. | BDA-Hist.: Q105646502 Status: Bescheid Stand der BDA-Liste: 2025-06-30 Name: Stadtmauer GstNr.: .184/2, 884/2, .18/1, 996, 985/3, .19/2, 995, .6, .8, .9, 948, 949, .12, .13, 1000, .14, 999, .15, 998, .17, 997, .20, 990/5, .24, 990/4, 957, 990/3, .26, .27, .28, 990/1, 990/2, .353, .29, .30/2, .31, .32, 965, .73, 964, 966, .74, .75, 837, .77, 836, .78, .82, .83/1, 830, .83/2, .85, .86/1, .767, 888, 893, 894, 895, 897, .185/1, .351, .45/2 |
| ja   | Datei hochladen | Stadtmauer HERIS-ID: 65129 Objekt-ID: 77947                                                             | Standort KG: Zwettl Stadt                                 | An diesem Abschnitt der Stadtmauer befindet sich in der Ecke zwischen Hauptschule und Bürgerspital der sogenannte Schulturm. Dieser dreigeschoßige Turm hat einen achteckigen Grundriss, einen Baukern aus der Mitte des 13. Jahrhunderts und historistisch umgestaltete Rundbogenfenster. | BDA-Hist.: Q105646504 Status: Bescheid Stand der BDA-Liste: 2025-06-30 Name: Stadtmauer GstNr.: 2313/9, 2313/10, 845, .79, .81, 883/3, .197 |
| ja   | Datei hochladen | Stadtmauer HERIS-ID: 64979 Objekt-ID: 77765                                                             | Martini-Platzl 1 Standort KG: Zwettl Stadt                | Dieser Teil der mittelalterlichen Stadtbefestigung befindet sich beim ehemaligen Bürgerspital. | BDA-Hist.: Q105646498 Status: Bescheid Stand der BDA-Liste: 2025-06-30 Name: Stadtmauer GstNr.: .346/2 |
| ja   | Datei hochladen | Stadtmauer HERIS-ID: 35378 Objekt-ID: 34136                                                             | hinter Berggasse 7 Standort KG: Zwettl Stadt              | Dieser Teil der mittelalterlichen Stadtbefestigung schließt an den Kesselbodenturm (früher: Sattigturm) an. Der gedrungene Rundturm stammt aus dem 14. Jahrhundert. Er verfügt über Schlüsselscharten und Pfostenlöcher. Als einziger der erhaltenen Stadttürme ist er heute leerstehend. | BDA-Hist.: Q105643139 Status: Bescheid Stand der BDA-Liste: 2025-06-30 Name: Stadtmauer GstNr.: 792/2 |
| ja   | Datei hochladen | Stadtmauer HERIS-ID: 35379 Objekt-ID: 34137                                                             | hinter Berggasse 7 Standort KG: Zwettl Stadt              | Teil der mittelalterlichen Stadtbefestigung. | BDA-Hist.: Q105643142 Status: Bescheid Stand der BDA-Liste: 2025-06-30 Name: Stadtmauer GstNr.: 899 |
| ja   | Datei hochladen | Stift Zwettl HERIS-ID: 35376 Objekt-ID: 34133                                                           | Zwettl Stift 1, u. a. Standort KG: Zwettl Stift           | Das Stift Zwettl ist ein Kloster der Zisterzienser. Es besteht ohne Unterbrechung seit seiner Gründung im Jahr 1138 und ist damit nach dem Stift Rein und Stift Heiligenkreuz das drittälteste existierende Zisterzienserkloster weltweit. Siehe auch: Stiftskirche Zwettl | BDA-Hist.: Q691787 Status: Bescheid Stand der BDA-Liste: 2025-06-30 Name: Anlage Zisterzienserstift Zwettl GstNr.: 1, 6, 18, 19, 20, 23, 24, 25, 31, 33, 34, 35, 36, 37, 38, 59/3, 60/2, 262/1, 467/4, 468/2, 468/3, 471, 472, .3, .10, .15, .16, .17, .18, .19, .20, .21/1, .21/2, .22, .25/3, .38, .25/2, .25/1 Zwettl Abbey |
| ja   | Datei hochladen | Dürnhof (Museum für Medizin-Meteorologie) und Umfassungsmauer HERIS-ID: 31453 Objekt-ID: 28406seit 2014 | Zwettl Stift 8 Standort KG: Zwettl Stift                  | Der Dürnhof, errichtet um 1200, ist eine ehemalige Grangie von Stift Zwettl. | BDA-Hist.: Q1272096 Status: Bescheid Stand der BDA-Liste: 2025-06-30 Name: Dürnhof, Museum für Medizin-Meteorologie und Umfassungsmauer GstNr.: 481/1, 481/2 |
| ja   | Datei hochladen | Neumühle HERIS-ID: 63598 Objekt-ID: 76269                                                               | Zwettl Stift 9 Standort KG: Zwettl Stift                  | Südlich des Stiftes liegt am Kampufer die Neumühle. Als Zufahrt dient eine Brücke mit flankierenden Mauerpfeilern. Der ein- bis zweigeschoßige, langgestreckte und giebelständige Bau stammt im Kern aus dem 17. Jahrhundert. Sein Schopfwalmdach und die Fassadengliederung gehen auf das Ende des 18. bzw. den Anfang des 19. Jahrhunderts zurück. Traufseitig liegt eine holzgedeckte Außentreppe und ein Außengang auf einer Wandpfeilermauer mit Strebepfeilern. Das Erdgeschoß ist kreuzgratgewölbt. Im Nordwesten befinden sich eine rundbogige Einfahrt mit Keilstein sowie ein traufständiger Wirtschaftstrakt vom Anfang des 19. Jahrhunderts mit Dachgaupe und Kamin. | BDA-Hist.: Q38103843 Status: § 2a Stand der BDA-Liste: 2025-06-30 Name: Neumühle GstNr.: .2 Neumühle, Zwettl |
| ja   | Datei hochladen | Kampbrücke HERIS-ID: 63601 Objekt-ID: 76272                                                             | Standort KG: Zwettl Stift                                 | Die steinerne Bogenbrücke über den Kamp wurde Mitte des 12. Jahrhunderts erbaut, 1965 restauriert und 1997 nach ursprünglichen Aufzeichnungen instand gesetzt und verstärkt. Sie zählt zu den ältesten technischen Denkmälern Österreichs. | BDA-Hist.: Q38103851 Status: § 2a Stand der BDA-Liste: 2025-06-30 Name: Kampbrücke GstNr.: 467/4 |
| ja   | Datei hochladen | Bildstock Panaglkreuz HERIS-ID: 63604 Objekt-ID: 76275                                                  | Standort KG: Zwettl Stift                                 | Das Panagelkreuz an der Straße nach Zwettl wurde 1690 errichtet. Die schlanke Säule hat einen Würfelaufsatz über einer vorkragenden Deckplatte und wird von einem Pyramidenhelm mit Steinkreuz bekrönt. | BDA-Hist.: Q38103858 Status: § 2a Stand der BDA-Liste: 2025-06-30 Name: Bildstock Panaglkreuz GstNr.: 255 Bildstock Panaglkreuz, Stift Zwettl |
| ja   | Datei hochladen | Bildstock Gedrehtes Kreuz HERIS-ID: 63605 Objekt-ID: 76276                                              | Zwettl Stift 1, westlich Standort KG: Zwettl Stift        | Das Gedrehte Kreuz östlich des Stiftes ist ein um 1500 errichteter Bildstock. Über einer abgefasten Würfelbasis erhebt sich ein gedrehter Schaft und ein in drei Spitzbögen geöffneter Aufsatz mit zwei kleinen Wappenschilden und einem aufschwingenden Steinhelm. | BDA-Hist.: Q38103864 Status: § 2a Stand der BDA-Liste: 2025-06-30 Name: Bildstock Gedrehtes Kreuz GstNr.: 258 |
| ja   | Datei hochladen | Bildstock HERIS-ID: 63607 Objekt-ID: 76278                                                              | Standort KG: Zwettl Stift                                 | Südwestlich des Stiftes steht ein Tabernakelpfeiler mit geputzter Eckquaderung und würfelförmigem Aufsatz aus dem 18. Jahrhundert, der Pyramidenaufsatz ist mit einem romanischen(?) Kreuz bekrönt. Der Bildstock wurde im Zuge des Baus der Umfahrungsstraße abgetragen und im Jahr 2017 etwa 160 Meter südöstlich neu errichtet. | BDA-Hist.: Q38103870 Status: § 2a Stand der BDA-Liste: 2025-06-30 Name: Bildstock GstNr.: 253 Vier Evangelisten-Bildstock, Stift Zwettl |